# May Sutton
May Godfrey Sutton Bundy (Plymouth, 25 september 1886 - Santa Monica, 4 oktober 1975) was een Amerikaans tennisspeelster, en de eerste Amerikaan (m/v) die het enkelspeltoernooi van Wimbledon wist te winnen (in 1905). In 1925 nam zij deel aan het Amerikaanse Wightman Cup-team.

## Jeugd
May Sutton werd geboren als dochter van de Britse Adolphus Sutton, maar op zesjarige leeftijd emigreerde ze naar Californië. Hier maakte haar vader een tennisbaan, waar May samen met haar zussen Violet, Florence en Ethel een tenniscarrière begon.

## Tennisgeslacht
May Sutton huwde op 11 december 1912 met Thomas Clark ("Tom") Bundy. Hij won drie dubbelspeltitels op het US Open (1912, 1913, 1914). Zij werden het begin van een tennisgeslacht. Hun dochter Dorothy won het Australian Open in 1938. Ook hun kleinkinderen waren succesvol op de tennisbaan.

## Opzien
May Sutton viel niet alleen op door haar sterke spel, maar ze was ook de eerste die een rok droeg die de enkels bloot liet, en die haar mouwen oprolde, zodat haar ellebogen zichtbaar waren. Vooral het Engelse publiek was hierdoor (begin twintigste eeuw) geschokt.
In 1956 werd Sutton opgenomen in de internationale Tennis Hall of Fame.

## Prestatietabel grandslamtoernooien
| Legenda | Legenda                          |
| ------- | -------------------------------- |
| g.t.    | geen toernooi gehouden           |
| l.c.    | lagere categorie                 |
| –       | niet deelgenomen                 |
| G       | uitgeschakeld in de groepsfase   |
| 1R      | uitgeschakeld in de eerste ronde |
| 2R      | uitgeschakeld in de tweede ronde |
| 3R      | uitgeschakeld in de derde ronde  |
| 4R      | uitgeschakeld in de vierde ronde |
| KF      | uitgeschakeld in de kwartfinale  |
| HF      | uitgeschakeld in de halve finale |
| F       | de finale verloren               |
| W       | het toernooi gewonnen            |
| w-v     | winst/verlies-balans             |

### Enkelspel
| Toernooi        | 1904              | 1905              | 1906              | 1907              |    | 1929 |
| --------------- | ----------------- | ----------------- | ----------------- | ----------------- | -- | ---- |
| Australian Open | geen toernooi     | geen toernooi     | geen toernooi     | geen toernooi     | –  |      |
| Roland Garros   | Franse competitie | Franse competitie | Franse competitie | Franse competitie | 2R |      |
| Wimbledon       | –                 | W                 | F                 | W                 | KF |      |
| US Open         | W                 | –                 | –                 | –                 | –  |      |

### Vrouwendubbelspel
| Australian Open | g.t. | – | –  |
| Roland Garros   | g.t. | – | 1R |
| Wimbledon       | g.t. | – | 3R |
| US Open         | W    | F | –  |

### Gemengd dubbelspel
| Toernooi        | 1904 |    | 1929 |
| --------------- | ---- | -- | ---- |
| Australian Open | g.t. | –  |      |
| Roland Garros   | g.t. | 1R |      |
| Wimbledon       | g.t. | –  |      |
| US Open         | F    | –  |      |